# Maurice Schilles
Maurice Schilles (n. 25 februarie 1888, Puteaux, Seine, Franța – d. 20 decembrie 1957, Paris, Île-de-France, Franța) a fost un ciclist francez, medaliat olimpic. A participat la o ediție a Jocurilor Olimpice (1908) în care a câștigat o medalie de aur.